# Krötengoldfliege
Die Krötengoldfliege (Lucilia bufonivora), auch Krötenfliege genannt, ist eine unter anderem auch in Mitteleuropa vorkommende Art aus der Familie der Schmeißfliegen (Calliphoridae). Mehrere Arten der Gattung Lucilia sind fakultative (wahlweise) oder obligate (ausschließliche) Parasitoide von Amphibien. Die Larven der Krötengoldfliege gehören zu der letztgenannten Gruppe. Sie fressen das innere Gewebe insbesondere im Kopfbereich von lebenden Kröten oder anderen Lurchen, bis diese sterben und die Maden schließlich im Boden zur Verpuppung gelangen. Dieser Befall von lebendem Wirbeltiergewebe mit Fliegenmaden wird – unabhängig von der Wirtsart – als Myiasis (Fliegenmadenkrankheit) bezeichnet.

## Merkmale
Die Imagines von Lucilia bufonivora ähneln einigen anderen Goldfliegenarten, etwa der häufigeren Kaisergoldfliege (Lucilia caesar). Sie erreichen eine Körperlänge von bis zu neun Millimetern und haben einen grün-golden metallisch glänzenden Körper. Die vierte Längsader der Flügel ist speziell bei dieser Art scharf abgeknickt.

## Lebensweise

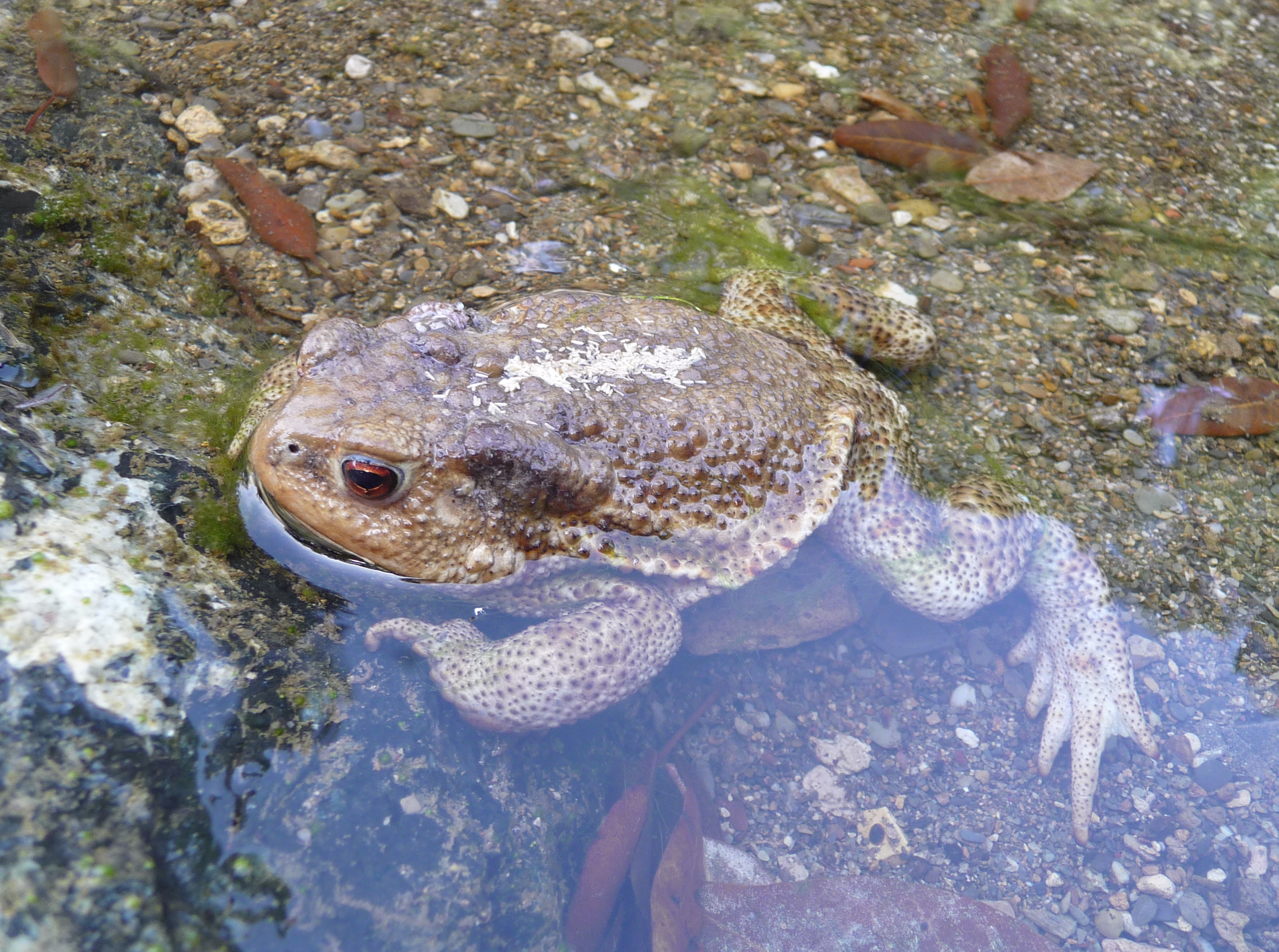
Exemplar einer Mittelmeer-Erdkröte aus Italien mit Fliegeneiern auf dem Rücken. Vermutlich handelt es sich um solche von Lucilia bufonivora

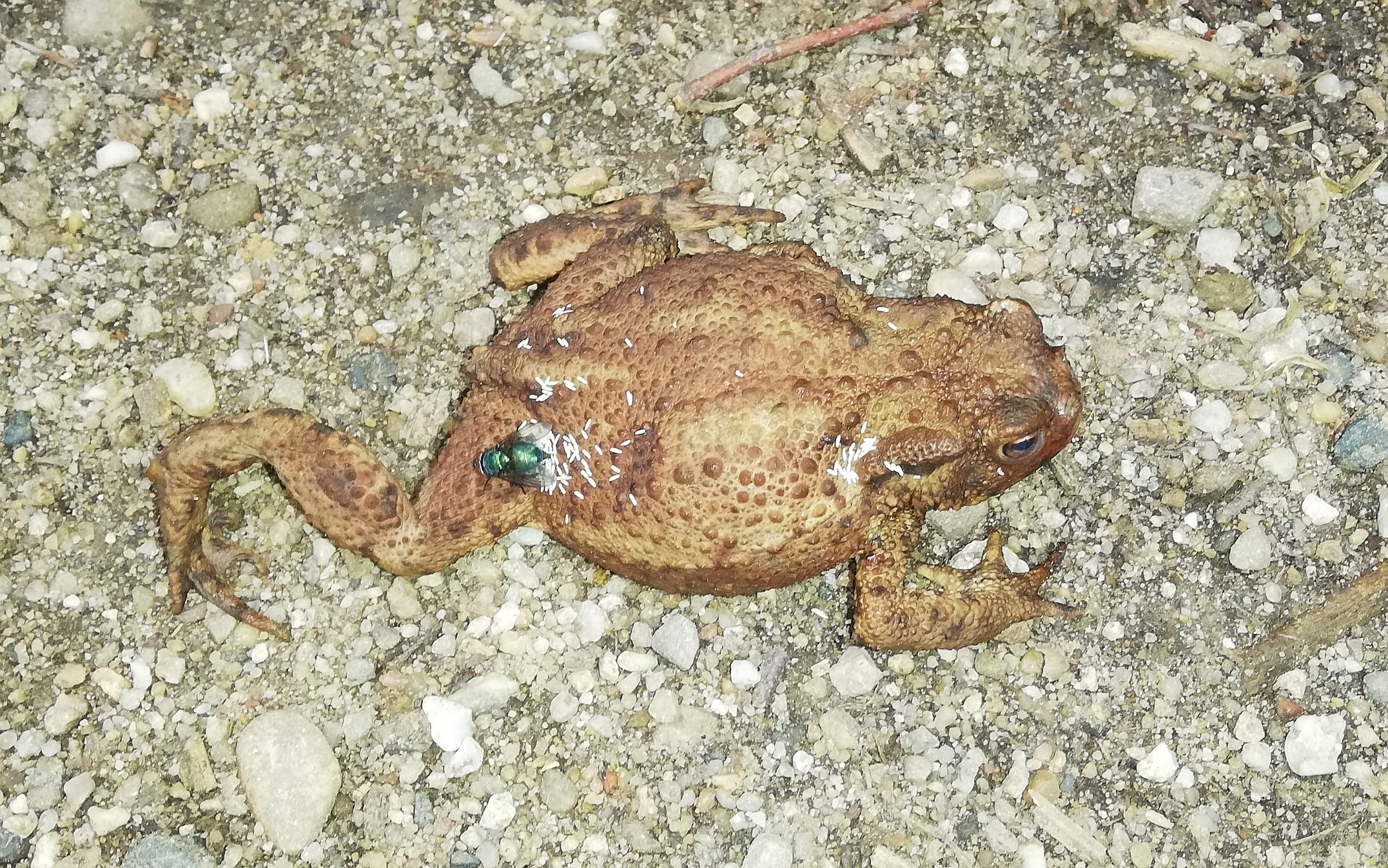
Erdkröte mit einer aufsitzenden Goldfliege nebst Eiern sowie Larven im Nasenloch

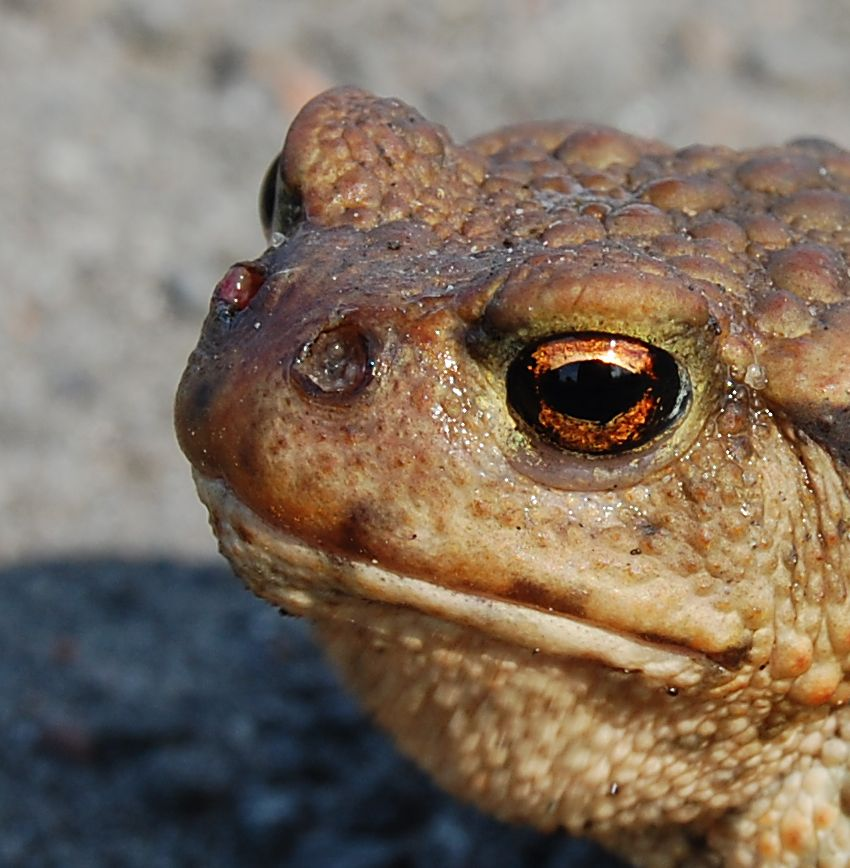
Von Larven der Krötengoldfliege parasitierte Erdkröte. Der Befall befindet sich noch in einem frühen Stadium, die Nasenöffnungen der Kröte sind durch den Larvenfraß jedoch bereits aufgeweitet

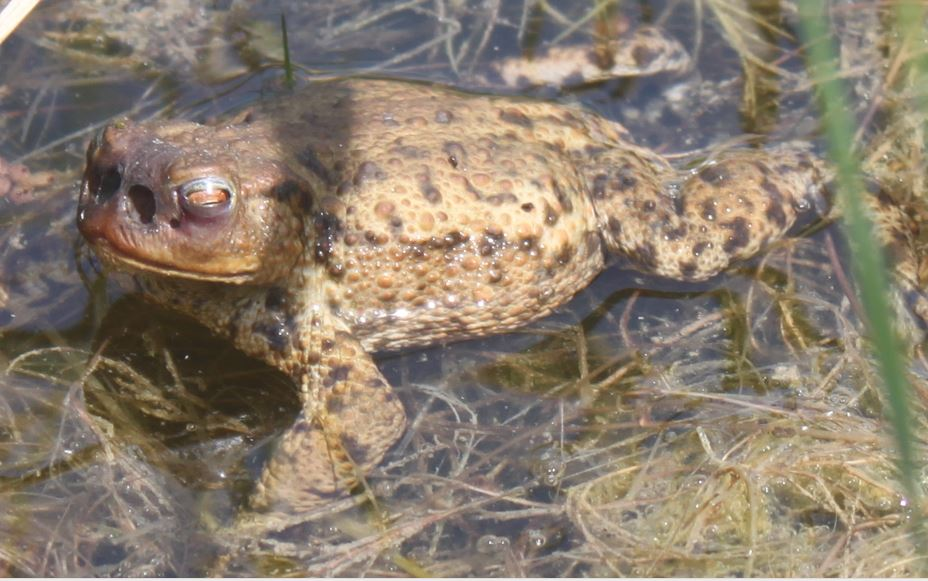
Etwas weiter fortgeschrittene Kopfdeformation bei einer befallenen Erdkröte

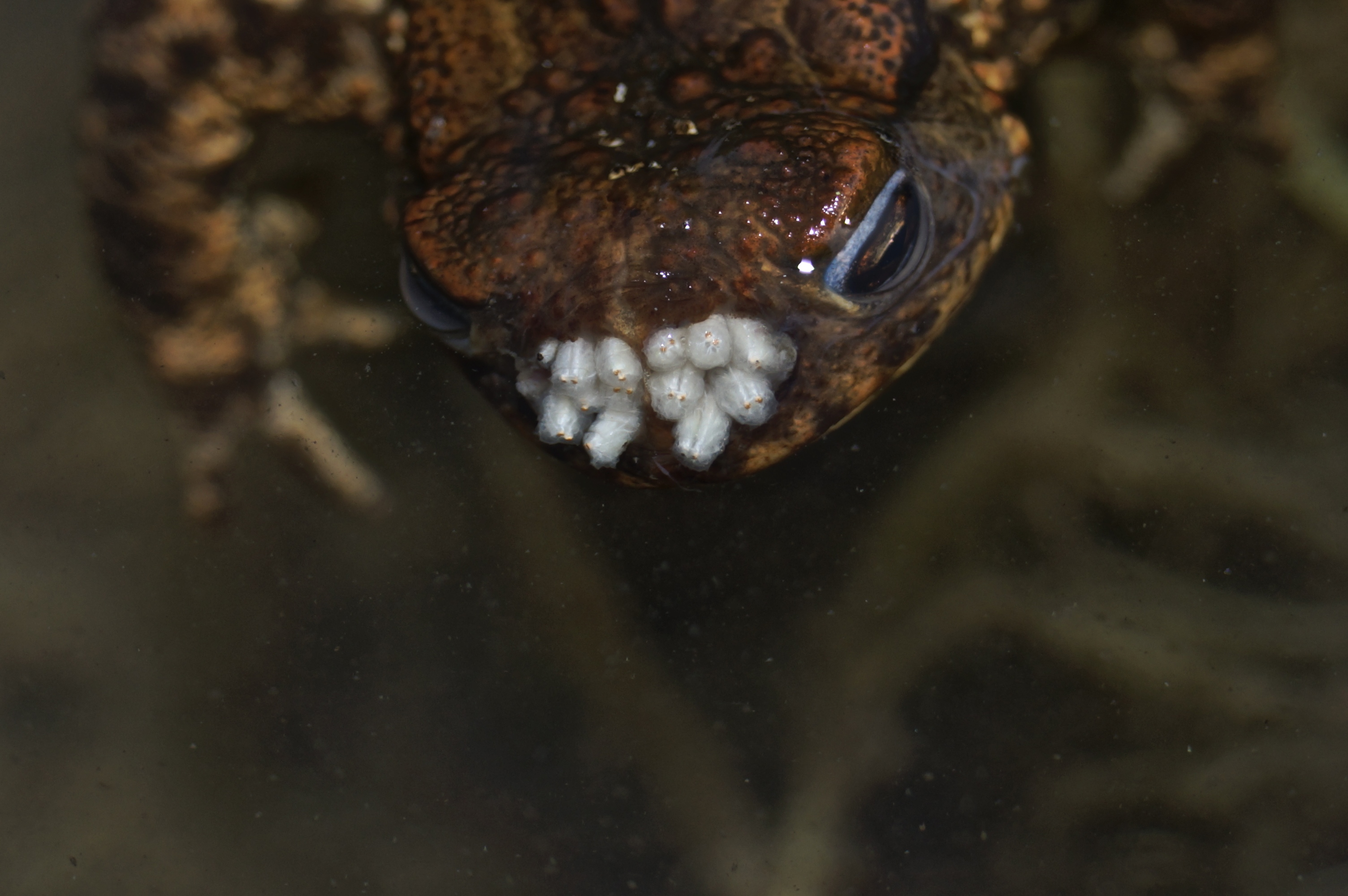
Erdkröte mit Maden der Goldfliege

Krötengoldfliegen leben vor allem in blütenreichen Staudenfluren, insbesondere an Doldenblütlern, und ernähren sich dort von Pollen und Nektar. Zur Fortpflanzung platzieren die Tiere in den Sommermonaten ihre weißen, länglichen Eier auf den Rücken oder Kopf von Kröten und anderen Amphibien. Betroffen ist insbesondere die Erdkröte; darüber hinaus sind aber auch Kreuzkröte, Wechselkröte, Grasfrosch, Geburtshelferkröte, Knoblauchkröte, Laubfrosch, Moorfrosch, Teichfrosch und ausnahmsweise der Feuersalamander als Wirtsarten belegt. Die rasch schlüpfenden Larven dringen durch die Nasenlöcher in den Kopf des Wirtes ein, wo sie sich durch das Weichgewebe des noch lebenden Tieres fressen. Nach wenigen Tagen kann der vordere Schnauzen- und Kopfbereich völlig deformiert und entstellt sein. Wenn die Larven dabei das Gehirn erreicht haben oder andere lebenswichtige Organe oder Körperfunktionen zerstört wurden, verendet der Lurch schließlich. In ihrem letzten Larvenstadium haben die Maden den Kadaver mitunter fast vollständig aufgefressen – einschließlich Haut und Bindegewebe, unter Umständen sogar samt Knorpel und Knochen. Dann graben sie sich in anstehenden feuchten Boden ein und verpuppen sich.
Der gesamte Vorgang vom Schlupf der Fliegenmaden aus den Eiern über das Eindringen in den Wirt, die Larvenentwicklung in dessen Körper, sein Verenden und bis zum Verpuppen der Larven dauert etwa drei bis vier Wochen. Eine tote Kröte kann innerhalb von ein bis zwei Wochen (je nach Befallsdichte) vollständig skelettiert worden sein. Zu berücksichtigen ist dabei, dass es oft anscheinend auch noch zu sekundärem Befall des Kadavers mit Larven anderer Fliegenarten kommt. Das Puppenstadium bis zum Schlupf fertiger Goldfliegen der nächsten Generation dauert weitere ungefähr ein bis drei Wochen.

## Auswirkungen auf Amphibienpopulationen
Über den Befall von Amphibien mit Lucilia-Larven liegen unter anderem aus Mitteleuropa viele Einzelbeobachtungen, aber nur wenige systematische Untersuchungen vor. Ob die erkrankten Amphibien primär ausschließlich von Lucilia bufonivora befallen waren, gilt auch noch als fraglich, da manche anderen Fliegenarten zumindest fakultative Amphibienparasitoide sind. Die Auswirkungen auf die Bestände von Amphibien können nicht abschließend eingeschätzt werden. Unter für die Goldfliegen günstigen Rahmenbedingungen können bedeutendere Anteile einer Krötenpopulation, offenbar insbesondere größere, v. a. weibliche Tiere, in ihrem Sommerlebensraum durch Madenbefall getötet werden. Insofern kann Myiasis durchaus ein nennenswerter Mortalitätsgrund auf Populationsniveau sein. Tatsächlich scheinen aber verschiedene Faktoren einen gravierenden allgemeinen Einfluss auf die Bestände von Amphibien zu verhindern. Dazu wird unter anderem das aktive Abstreifen von Eiern oder Larven durch die Kröte gezählt, beispielsweise bei der Häutung. Aber auch der vorzeitige Wirtstod, der Aufenthalt der Tiere im Wasser oder klimatische Faktoren können die lokale Befallsrate beeinflussen.